# Казальцуїньо
Казальцуїньо (італ. Casalzuigno) — муніципалітет в Італії, у регіоні Ломбардія, провінція Варезе.
Казальцуїньо розташоване на відстані близько 540 км на північний захід від Рима, 65 км на північний захід від Мілана, 14 км на північний захід від Варезе.
Населення — 1336 осіб (2014).

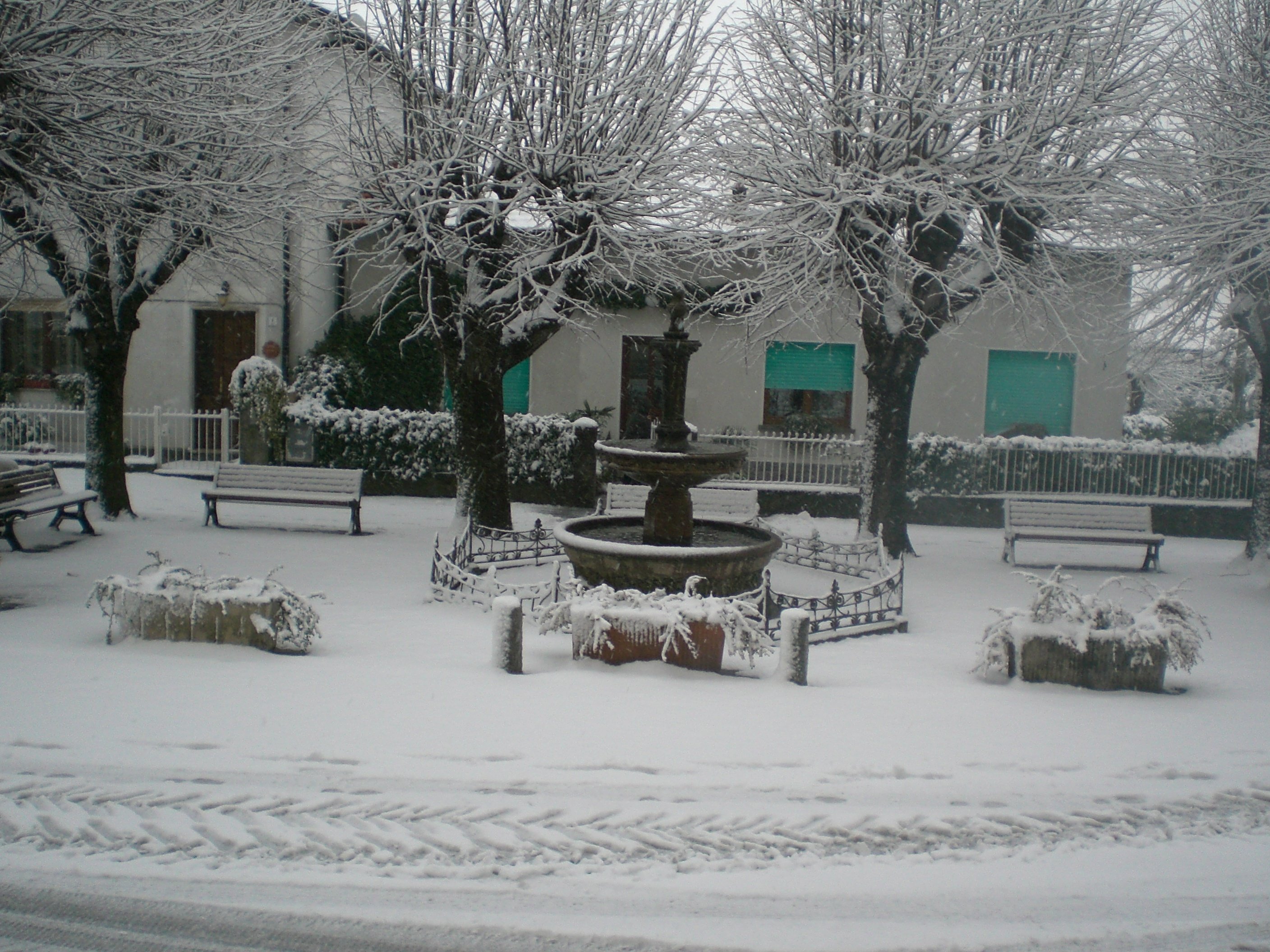

Щорічний фестиваль відбувається 8 травня. Покровитель — святий Віктор.

## Демографія
Населення за роками:

Станом на 1 січня 2023 року в муніципалітеті офіційно проживало 113 іноземців з 27 країн, серед них 22 громадяни країн Євросоюзу та 1 громадянин України.

## Сусідні муніципалітети
- Ацціо
- Брента
- Кастельвеккана
- Кувельйо
- Кувіо
- Дуно
- Порто-Вальтравалья